# Images (libro)
Images è un libro di David Lynch pubblicato in USA nel 1994.
Il libro, attualmente fuori commercio, raccoglie immagini e fotografie in parte inedite e in parte tratte dai film dell'autore.

## Contenuto
Alcune immagini sono tratte dalle seguenti opere:
- Fuoco cammina con me
- Industrial Symphony No. 1: The Dream of the Brokenhearted
- Cuore selvaggio
- I segreti di Twin Peaks
- The Cowboy and the Frenchman
- Velluto blu
- Dune
- The Elephant Man
- Eraserhead - La mente che cancella
- The Alphabet
- The Grandmother
- The Amputee.

Le immagini inedite sono invece le seguenti:
- Paintings and Drawings
- Ricky Boards and Bee Boards
- Industrial
- Organic Phenomena
- Fish Kit
- Chicken Kit
- Snowmen from Boise
- Postmodern Mood Structures
- Nudes and Smoke
- Distributors
- Spark Plugs
- Meaningless Conversations
- Dental Hygiene

## Critica
Petra Giloy-Hirtz, autrice della monografia sul lavoro fotografico di Lynch,  afferma che Images è in grado di offrire una finestra sulla visione creativa dell'iconico regista.

## Edizioni
- David Lynch, Images, Hyperion Books,  p. 191, ISBN 0-7868-6060-X.